# 프레드 웨슬리
프레드 웨슬리(Fred Wesley, 1943년 7월 4일 ~ )는 미국의 재즈와 펑크 트롬본 연주자로, 1960년대와 1970년대 후반의 팔러먼트 펑커델릭뿐만 아니라 제임스 브라운과의 작업으로 가장 잘 알려져 있다. 2015년 웨슬리는 알라바마 재즈 명예의 전당에 헌액되었다.